# Masa molar
La masa molar (símbolo M) de una sustancia dada es una propiedad física definida como su masa por unidad de cantidad de sustancia. Su unidad de medida en el SI es kilogramo por mol (kg/mol o kg·mol−1). Sin embargo, por razones históricas, la masa molar es expresada casi siempre en gramos por mol (g/mol).

## Elementos
La masa molar de los átomos de un elemento está dado por el peso atómico de cada elemento multiplicado por la constante de masa molar, M
u = 1×10−3 kg/mol = 1 g/mol. Su valor numérico coincide con el de la masa molecular, pero expresado en gramos/mol en lugar de unidades de masa atómica (u), y se diferencia de ella en que mientras la masa molecular alude una sola molécula, la masa molar corresponde a un mol (6,022×1023) de moléculas. Ejemplos:
M(H) = 1,007 97(7) u × 1 g/mol = 1,007 97(7) g/mol.
M(S) = 32,065(5) u × 1 g/mol = 32,065(5) g/mol.
M(Cl) = 35,453(2) u × 1 g/mol = 35,453(2) g/mol.
M(Fe) = 55,845(2) u × 1 g/mol = 55,845(2) g/mol.
La multiplicación por la constante de masa molar asegura que el cálculo es dimensionalmente correcto: los pesos atómicos son cantidades adimensionales (i. e. números puros, sin unidades) mientras que las masas molares tienen asociada una unidad asociada a una magnitud física (en este caso, g/mol).
Usualmente algunos elementos son encontrados en forma molecular, como el hidrógeno (H
2), azufre (S
8), cloro (Cl
2), etc. La masa molar de las moléculas homonucleares es el número de átomos en cada molécula multiplicado por el peso atómico del elemento constante, multiplicado por la constante de masa molar (M
u). Ejemplos:
M(H
2) = 2 × 1,007 97(7) u × 1 g/mol = 2,015 88(14) g/mol.
M(S
8) = 8 × 32,065(5) u × 1 g/mol = 256,52(4) g/mol.
M(Cl
2) = 2 × 35,453(2) u × 1 g/mol = 70,906(4) g/mol.

## Compuestos
La masa molar de un compuesto está dada por la suma de los pesos atómicos estándar de los átomos que forman el compuesto, multiplicado por la constante de masa molar (M
u). Ejemplo:
M(NaCl) = [22,989 769 28(2) + 35,453(2)] × 1 g/mol = 58,443(2) g/mol.
M(C
12H
22O
11) = ([12 × 12,010 7(8)] + [22 ×1,007 94(7)] + [11 ×15,999 4(3)]) × 1 g/mol = 342,297 (14) g/mol.
Se puede nombrar como una masa molar promedio para mezclas de compuestos. Esto es particularmente importante en la ciencia de polímeros, donde moléculas de un polímero pueden tener distinto número de monómeros (polímeros no uniformes).

## Mezclas
La masa molar promedio de mezclas {\displaystyle {\bar {M}}} pueden ser calculados mediante las fracciones molares (xi) de los compuestos y sus masas molares (Mi) como sigue:
{\displaystyle {\bar {M}}=\sum _{i}x_{i}M_{i}}
También puede ser calculado a partir de la fracción de masa (wi) de los compuestos:
{\displaystyle 1/{\bar {M}}=\sum _{i}{\frac {w_{i}}{M_{i}}}}
Por ejemplo, la masa molar promedio del aire seco es 28,97 g/mol.

## Cantidades relacionadas
La masa molar está fuertemente relacionada con la masa molar relativa (M
r) de un compuesto y con las masas atómicas estándar de los elementos constituyentes. Sin embargo, debe ser distinguida de la masa molecular, la cual es la masa de una molécula de una composición isotópica particular, y no está directamente relacionada con la masa atómica, que es la masa de un átomo de cierto isótopo. El dalton (Da), es usado a veces como unidad de la masa molar, especialmente en bioquímica, con la definición 1 Da = 1 g/mol, a pesar del hecho de que estrictamente es una constante de masa (1 Da = 1 u = 1,660 538 921(73)×10−27 kg).
El peso molecular (P.M.) es un antiguo término para lo que ahora se llama, más correctamente, masa molar relativa (M
r). Es una cantidad adimensional igual a la masa molar dividida por la constante de masa molar. La definición técnica es que la masa molar relativa es una masa molar medida en una escala donde la masa molar de un átomo no enlazado de carbono-12, en reposo y en su estado fundamental, es 12. La primera definición es equivalente a la completa, debido a la manera en que está definida la constante de masa molar.

### Peso
La masa molecular (m) es la masa de determinada molécula: se mide en daltons (Da) o unidad de masa atómica unificada (u). Moléculas diferentes de un mismo compuesto pueden tener masas moleculares distintas debido a que este puede contener diferentes isótopos de un mismo elemento. La masa molar es una medida del promedio de la masa molecular de todas las moléculas de una muestra, y generalmente es la medida más apropiada para trabajar con cantidades macroscópicas (que pueden ser pesadas) de una sustancia.
La masas moleculares se calculan a partir de las masas atómicas relativas de cada nucleido, mientras que las masas molares se calculan a partir del peso atómico de cada elemento. El peso atómico considera la distribución isotópica de cada elemento en una muestra dada (habitualmente se asume que es "normal"). Por ejemplo, el agua tiene una masa molar de 18,015 3(3) g/mol; sin embargo, moléculas individuales de agua tienen masas entre 18,010 564 686 3(15) u y 22,027 736 4(9) u, pertenecientes a las composiciones isotópicas 1H
216O y ²H
218O, respectivamente.
La distinción entre masa molar y masa molecular es importante debido a que las masas moleculares relativas pueden medirse directamente mediante espectometría, a menudo con una precisión de pocas partes por millón. Esta precisión es suficiente para determinar directamente la fórmula química de una molécula.

## Usos en la síntesis de ADN
El término peso atómico tiene un significado específico cuando se utiliza en el contexto de la síntesis de ADN:
El término peso fórmula (F.W. del inglés formula weight) tiene un significado específico cuando se utiliza en el contexto de la síntesis del ADN: mientras que una nucleobase fosforamidita individual que ha de añadirse a un polímero de ADN cuenta con grupos protectores y tiene su peso molecular estimado que incluye estos grupos, la cantidad de peso molecular añadida finalmente por esta nucleobase a un polímero de ADN se denomina peso fórmula, es decir, el peso molecular de esta nucleobase dentro del polímero de ADN menos los grupos protectores.

## Precisión e incertidumbres
La precisión con que se conoce cada masa molar depende de la precisión de los pesos atómicos con los que es calculada. Se conoce la mayoría de los pesos atómicos a una precisión de al menos una parte en 10 000, siendo esta a menudo mucho mejor. Sin embargo, el peso atómico del litio es una notable y seria excepción. La precisión es adecuada para casi todos los usos químicos normales: es más preciso que la mayoría de los análisis químicos, y supera la pureza de la mayoría de los reactivos de laboratorio.
La precisión de los pesos atómicos, y por ende de las masas molares, está limitado por el conocimiento de la distribución isotópica del elemento. Si se requiere de un valor más preciso, es necesario determinar la distribución isotópica de la muestra investigada, la cual puede ser diferente de la distribución estándar usada para calcular el peso atómico estándar. Las distribuciones isotópicas de elementos diferentes de una muestra no son necesariamente independientes entre sí: por ejemplo, una muestra que ha sido destilada estará enriquecida en el isótopo más liviano de todos los elementos presentes. Esto complica el cálculo de la incertidumbre estándar de la masa molar.
Una útil convención para el trabajo común de laboratorio es poner entre paréntesis dos posiciones decimales de las masas molares para todos los cálculos. Esto es más riguroso de lo que usualmente es requerido, pero evita caer en errores de redondeo al realizar los cálculos. Cuando la masa molar es mayor a 1000 g/mol, raramente es apropiado usar más de una posición decimal. Estas convenciones son seguidas en la mayoría de los valores tabulados de masas molares.

## Medición
Las masas molares casi nunca se miden directamente. En vez de eso, pueden ser calculadas a partir de las masas atómicas estándar, las cuales son listadas con frecuencia en catálogos de química y fichas de datos de seguridad (FDS). Las masas molares típicamente varían entre:
- 1-238 g/mol para átomos de elementos no sintéticos.
- 10-1000 g/mol para compuestos sencillos.
- 1000-5000,000 g/mol para polímeros, proteínas, fragmentos de ADN, etc.

Si bien las masas molares son casi siempre, en la práctica, calculadas a partir de los pesos atómicos, también pueden ser medidas en ciertos casos. Tales mediciones son mucho menos precisas que las mediciones modernas de espectromía de masas utilizadas para medir los pesos atómicos, y prácticamente solo son de interés histórico. Todos los procedimientos confían en las propiedades coligativas, y cualquier disociación del compuesto debe ser tomada en cuenta.

### Densidad de vapor
La medición de la masa molar por densidad de vapor confía en el principio, enunciado originalmente por Amedeo Avogadro, que iguales volúmenes de gases, bajo idénticas condiciones, contienen igual cantidad de partículas. Este principio se incluye en la ley de los gases ideales:
{\displaystyle pV=nRT\ }
donde n es la cantidad de sustancia. La densidad de vapor (ρ) está dada en términos de:
{\displaystyle \rho ={{nM} \over {V}}\ }
Combinando estas dos ecuaciones se obtiene la expresión para la masa molar en términos de la densidad de vapor para condiciones conocidas de presión y temperatura:
{\displaystyle M={{RT\rho } \over {p}}\ }

### Descenso crioscópico
El punto de congelación de una disolución es inferior que el del solvente puro, y el descenso crioscópico (ΔT) es directamente proporcional a la molaridad de la disolución. Cuando la composición está expresada como molalidad, la constante proporcional es conocida como la constante crioscópica (K
f) y es característica para cada solvente. Si w representa el concentración porcentual en peso de un soluto en disolución, y suponiendo que el soluto no está disuelto, la masa molar está dada por:
{\displaystyle M={{wK_{f}} \over {\Delta T}}\ }

### Aumento ebulloscópico
El punto de ebullición de una disolución de un soluto no volátil es mayor que el de un solvente puro, y el aumento ebulloscópico (ΔT) es directamente proporcional a la molaridad de las disoluciones. Cuando la concentración está expresada en molalidad, la constante de proporcionalidad es conocida como constante ebulloscópica (K
b) y es característica para cada solvente. Si w representa la concentración porcentual en peso de una disolución, y suponiendo que soluto no está disuelto, la masa molar se obtiene por:
{\displaystyle M={{wK_{b}} \over {\Delta T}}.\ }